# Луций Корнелий Сула
Сула пренасочва насам.  За други значения вижте Сула (пояснение).
Луций Корнелий Сула Феликс (на латински: Lucius Cornelius Sulla Felix) е римски държавник и военачалник. Избран е за консул през 88 и 80 пр.н.е. и за диктатор през 82 пр.н.е. Сула винаги е включван в биографичните колекции за водещите римски военачалници и политици, които водят началото си от биографичния сборник на известните римляни, публикуван от Марк Теренций Варон. В биографията от Плутарх – „Животът на Сула“ в известните „Успоредни животописи“, животът му е описан заедно с този на спартанския политик и стратег Лисандър.
Диктатурата на Сула е по време на връхната точка на борбата между оптимати и популари, първите от които се мъчат да запазят властта на олигархията в Сената, а вторите в много случаи прибягват до гол популизъм с кулминация диктатурата на Юлий Цезар. Сула е изключително талантлив и умел военачалник и през военната си кариера е печелил много битки; той е единственият човек в историята, който атакува и окупира и Атина и Рим. Неговия конкурент Гней Папирий Карбон казва за Сула, „че е хитър като лисица и смел като лъв“. Тази комбинация е използвана по-късно от Николо Макиавели в неговото описание на идеалната характеристика за един управник.
Сула използва армията си за два похода към Рим и след втория е обявен за диктатор – титла която не е използвана от времето на Втората Пуническа война. По време на диктатурата си предприема серия от реформи в римската конституция, с цел възстановяване на баланса на силите между Сената и народните трибуни; след това Сула изумява римския свят (и идните поколения), като се отказва от поста на диктатор, възстановявайки нормалното конституционно управление, а след втория си консулски мандат се оттегля и от политическия живот.

## Произход, ранни години и кариера
Сула произлиза от западащ клон на патрицианския род Корнелии, членовете на който от дълго време не заемат висши държавни постове. Първият известен представител на клона е Публий Корнелий Руфин, който е диктатор през 333 пр.н.е., но освен че заема този пост за него не се знае почти нищо друго. Прапрапрадядото на Сула, Публий Корнелий Руфин е консул през 290 и 277 пр.н.е и диктатор (rei gerundae causa) в неуточнена година в периода между 291 и 285 пр.н.е. Скоро след това Руфин е изгонен от Сената заради нарушение на „закона за лукса“ (на латински: leges sumptuariae) – цензорът установява, че в дома му има повече сребърни прибори, отколкото се полагат на човек с неговия социален статус. Прапрадядо му Публий Корнелий Сула, който заема почетната позиция жрец на Юпитер е първия известен член на рода с когномен (трето име) Сула. Прадядото и дядото са претори, съответно през 212 и 186 пр.н.е., като последният е управител и на Сицилия.
За баща му Луций Корнелий Сула се знае само, че е бил женен два пъти. Вероятно не е бил единствен син в семейството, тъй като е установено че има по възрастен брат на име Публий и друг на име Луций. Съществува недоказана информация, че бащата на Сула е бил претор, а след това управител на провинцията Азия, където е възможно да се е срещнал с понтийския монарх Митридат VI. Сула има брат на име Сервий и сестра на име Корнелия. Майка му умира докато е бебе и е отгледан от дойка. Баща му се жени за богата жена. Когато Сула е на възраст при която се получава toga virilis, тогата за пълнолетие (14 – 16 годишен), баща му умира като не го включва в завещанието си.
При липсата на финансови средства Сула живее под наем в къща с освободени роби и прекарва детството си сред римските комици, артисти, музиканти и танцьори. Той остава свързан с развратния начин на живот от младостта до смъртта си, Плутарх споменава че по времето на последния му брак с Валерия, Сула все още се обграждал с „актриси, музиканти и танцьори и пиянства с тях нощ и ден“. Изглежда, че Сула е получил добро образование. Салустий го описва като начетен, интелигентен и говорещ перфектно гръцки – което се счита като знак за добро образование в Рим.
Не е известено как натрупва богатството си с което по-късно ще се изкачи по стълбата на римската политика (cursus honorum), макар че Плутарх споменава две наследства: едно от мащехата му и друго от неженена, но богата жена от скромно потекло на име Никополис.

### Югуртска война
През 107 пр.н.е. Сула е избран за квестор на Гай Марий, който е един от консулите за тази година. Марий ще командва армията във войната в Северна Африка срещу царя на Нумидия – Югурта.
Югуртинската война започва през 112 пр.н.е., но под ръководството на Квинт Цецилий Метел войната върви бавно и без да са постигнати особени успехи. Марий е един от офицерите на Метел и вижда възможност да си присвои командването. Започва да разпространява слухове за некомпетентността на командира си и за нарочно бавене на войната от Метел. След машинациите и избирането му за консул Марий поема командването на кампанията.
Под командването на Марий римляните следват тактика много подобна с тази на Метел и в крайна сметка побеждават нумидийците през 106 пр.н.е., благодарение в голяма степен и на инициативата на Сула за пленяването на цар Югурта. Той убеждава цар Бокх I, владетел на съседното царство Мавритания, да предаде Югурта, който търси убежище при съседите си. Това е рискована операция, първоначално Бокх се чуди кое ще му е по-изгодно: да предаде Югурта на Сула или Сула на Югурта. Общественият отзвук от успеха на Сула подпомага политическата му кариера. Въпреки недоволството на Марий, за ознаменуване успеха на Сула на форума е издигната позлатена статуя на богинята Виктория, а до нея е изобразена сцената при която Югурта се предава на Сула. Статуята е дарена от цар Бокх.

### Война с германите
Следващата заплаха за Рим се оказва сериозна. През 104 пр.н.е. миграцията на германо-келтски съюз начело с кимврите и тевтоните се отправя към Италия. Тъй като Марий е най-добрият римски военачалник по това време, Сенатът му позволява да води кампания срещу тях. Сула е на служба при Марий като военен трибун (tribunus militum) по време на първата половина на тази кампания. В крайна сметка силите на проконсула Квинт Лутаций Катул се обединяват с тези на Марий и се изправят срещу врага в битката при Верцела през 101 пр.н.е. Сула по това време е прехвърлен в армията на Катул да служи като негов легат и е признат като една от движещите сили за победата срещу племената (Катул е отчайващ като военачалник и изключително неспособен да си сътрудничи с Марий). Сенатът присъжда триумф и на двамата Марий и Катул като военачалници, командвали обединените армии.

### Губернатор на Киликия
Завръщайки се в Рим, Сула е избран за градски претор (praetor urbanus) за 97 пр.н.е. На следващата година е назначен за проконсул на Киликия. По поръчение на сената Сула се опитва да постави на трона на съседната Кападокия про-римско ориентирания Ариобарзан I получил прозвището Филоромей (обичащият римляните). при което има сблъсък с кападокския тиран Гордий (Gordius) и с арменски сили пратени му на помощ от Тигран II. Сула разбива силите на тирана и арменците, въпреки че не разполага с голяма армия. По време на престоя си на изток Сула става първият римски магистрат, който се среща с партски посланик. Сула провежда „тристранни преговори“ за приятелство и съюз между Партия и Рим. При тези преговори имало три стола един за партския посланик, един за него и един за Ариобарзан, Сула седи на централния стол (който е почетното място). В свитата на посланика има халдейски гадател, който предсказва на Сула голямо бъдеще. През 96 пр.н.е. Сула се връща в Рим и се присъединява към оптиматите и в опозиция на Гай Марий.

### Съюзническа война
Съюзническата война (91 – 88 пр.н.е.) се води в резултат на непреклонността на Рим по отношение увеличаването на гражданските права на съюзниците италийци (соции; socii). Към тези съюзници не се включват латините, които с изключение на Венузия остават лоялни към Рим. Социите са стари врагове на Рим (като самнитите) за разлика от тях латините са от много време на страната на римляните и заради това са третирани с много по-голямо уважение и се ползват с повече права. Като поданици на Римската република, италийските съюзници могат да бъдат призовани да защитават Републиката, могат да бъдат облагани с извънредни данъци, но те нямат думата за това как ще се харчат тези данъци или за какво и как ще се използва войската съставена от тях. Съюзническата война избухва и отчасти заради продължаващата съпротива на тези римляни, които искат да разширят правата на италийците, а също да коригират и други неправди в римската система. Братята Тиберий Семпроний Гракх и Гай Семпроний Гракх са убити от оптиматите, които са против промените и искат да запазят статуквото. Но убийството на Марк Ливий Друз Млади е „капката от която чашата прелива“. Реформите на Друз са насочени към предоставяне на римско гражданство на съюзниците, което би им дало думата за външната и вътрешната политика на Римската република. След като Друз е убит, много от неговите реформи са обявени за недействителни. Този факт силно разгневява социите и впоследствие те се обединяват срещу Рим.
С началото на войната римската аристокрация и Сенатът са силно притеснени от амбициите на Гай Марий, който до този момент е назначаван шест пъти за консул (пет от които са последователни, между 104 и 100 пр.н.е.). Решава се, че Марий не трябва да е главният командир на войната в Италия. В това последно въстание на италийските съюзници, Сула служи като военачалник и се представя изключително успешно. Той се справя много по-добре и от Марий и от консула Гней Помпей Страбон (баща на Помпей Велики). През 90 пр.н.е. в голяма битка между римляните и социите, на юг от Лаго Фучино, флангът на римската армия, предвождан от Сула, побеждава марсите, като в битката е убит и Херий Асиний – претор на маручините. През 89 пр.н.е. Сула превзема Екланум (Aeclanum), главният град на хирпините. След това Сула не губи време и напада сърцето на Самниум. Той се насочва към Бовианум, столица на бунтовниците. След кратка, но кървава битка, Сула успява да превземе града. Тези победи са в периода между месеците юли и септември 89 пр.н.е. В резултат на успешното си представяне във войната, през октомври същата година, Сула се отправя към Рим, където е номиниран и избран за пръв път като консул за 88 пр.н.е. заедно със своя приятел Квинт Помпей Руф (синът на Руф скоро ще стане зет на Сула).
Сула се доказва не само като способен военачалник по време на Съюзническата война, но също така блести и със своята смелост. Той е награден с Corona Obsidionalis (известна също като Corona Graminea; „Обсадна корона“ или „Тревна корона“), като става едва третият човек за последните два века получавал това отличие. „Обсадната корона“ е най-високото военно отличие през Римската република и ранната Римска империя, присъжда се заради личната смелост на военачалник, който с действията си е спасил римски легион или армия на бойното поле. За разлика от всички други римски военни отличия, това е единственото отличие, което се дава от самите войници от спасения легион и следователно е изключително рядко. Короната по традиция е изплетена от треви и други растения, взети от бойното поле.

## Първи поход към Рим
През 88 пр.н.е., като консул Сула се приготвя да се отправи на изток и да се бие в Първата Митридатова война, за което е назначен от Сената. Но със заминаването си оставя зад себе си проблеми. Марий сега е на възраст, но все още има желание да води армията срещу цар Митридат VI. Преди заминаването си Сула и колегата му Квинт Помпей Руф блокират закона на народния трибун Публий Сулпиций Руф за бързо получаване на римско гражданство от италианските съюзници. Когато Сулпиций намира съюзник в лицето на Марий, който щял да подкрепи закона, той има и свои привърженици, които организират масови безредици. Сула се завръща в Рим от обсадата на град Нола (обсадата продължава още от Съюзническата война), за да се срещне с Квинт Руф, но е нападнат от привърженици на Сулпиций, които го принуждават да търси подслон в дома на Марий. Марий принуждава Сула да подкрепи про-италианския закон. Зетят на Сула – Квинт Помпей Руф е убит по време на бунтовете. Когато той напуска Рим в посока отново Нола, Сулпиций (след обещание на Марий да погаси огромните му дългове) събира народното събрание, за да отмени решението на Сената за назначаването на Сула за войната срещу Митридат и да назначи на негово място Марий. След това решение на форума няколко благородници се опитват да линчуват Сулпиций (както е станало с братята Гракхи и Луций Апулей Сатурнин), но нямат успех, защото народният трибун е охраняван от гладиатори.
Сула получава тези новини, докато е в лагера на ветераните си победители в Съюзническата война. Този лагер се намира в Южна Италия, като войниците се готвят за преминаване на морето към Гърция. Пратеникът, който идва да съобщи решението на народното събрание за смяната на командването, е убит от войниците му. След това Сула взима шест от най-верните си легиони и потегля към Рим. Това е безпрецедентен случай – никой друг военачалник преди това не е пресичал помериума с армията си. Командирите му, с изключение на Лукул, отказват да го придружат. Сула оправдава действията си с това, че Сенатът е „кастриран“ и mos maiorum („обичай на предците“ – основни неписани традиции и норми в Римската република) са нарушени, като е потъпкано правото на консула да командва войните през консулската му година. Въоръжените гладиатори на Сулпиций нямат шанс срещу обучените и добре организирани римски войници; и въпреки че Марий предлага свобода за всеки роб, който се бие срещу Сула (Плутарх казва, че само трима роби се възползвали от тази оферта), той и неговите последователи са принудени да бягат от града.
Сула обявява Марий и поддръжниците му за врагове на държавата и държи гневни речи пред Сената, посочвайки се като жертва, вероятно за да оправдае нахлуването си в града. Предприема решителни мерки, за да осигури властта си. Ограничава правата на народното събрание и на народните трибуни, разпорежданията на Сулпиций са отменени. Вкарва в Сената 300 души от знатно потекло. Променя реда за гласуване в народното събрание и така осигурява мнозинство на заможните жители на Рим. След като властта е върната в ръцете на Сената, Сула се връща в лагера си и следва първоначалния план за война срещу Митридат.
Сулпиций е предаден и убит от един от робите си. Роб, който Сула впоследствие освобождава и екзекутира. Марий обаче е на сигурно място в Африка. През 87 пр.н.е. той се завръща с помощта на Луций Корнелий Цина и възползвайки се от отсъствието на Сула, поема контрола над града. Той обявява реформите и законите на Сула за недействителни. През 86 пр.н.е. заедно с Цина са избрани за консули. Марий умира две седмици след това и за Цина остава цялата власт над Рим.

## Първа Митридатова война
През пролетта на 87 пр.н.е. Сула пристига в Дирахиум. Азия е окупирана от силите на Понтийското царство, командвани от Архелай. Първата цел на Сула е Атина, управлявана от марионетката на Митридат – тирана Аристион. Сула тръгва на югоизток, събирайки по пътя припаси и подкрепления. Неговият командир Лукул се движи преди него, за да разузнае обстановката и да проведе разговори с Брутий Сура, който по това време е римският командир в Гърция. След разговорите с Лукул, Брутий Сура предава командването на войските си на Сула. В Херонея посланици на всички по-големи гръцки градове (без Атина) се срещат със Сула, който ги уверява в решителността си да изгони Митридат от Гърция. След това тръгва към Атина.

### Обсадата на Атина
При пристигането си Сула обсажда не само Атина, но и пристанището на Пирея. По това време Архелай има контрол над морето, така че Сула праща Лукул да събере флот от римските съюзници по източното крайбрежие на Средиземно море. Първата му цел е Пирея, като без нея Атина ще остане без припаси. Издига огромни укрепления, като изолира Атина и пристанището ѝ от сушата. Сула има нужда от дървен материал, така че римляните изсичат всичко на 160 км от Атина, включително и столетни свещени гръцки гори. Също така опустошава и много храмове, за да си набави нужните му финансови средства. Монетите, сечени от тези съкровища, остават в обращение с векове и изненадват с тяхното добро качество.
Въпреки пълното обграждане на Атина и пристанището ѝ и няколкото опита на Архелай да пробие блокадата, изглежда ситуацията е в застой. Скоро лагера на Сула се напълва с бегълци от Рим, които търсят спасение от кланетата на Марий и Цина, между тях е и жена му Цецилия Метела Далматика и членове на оптиматите, които не са убити.
Атина е подложена на глад и високите цени на недостигащото зърно карат жителите ѝ да започнат да ядат кожа, обувки и трева. След известно време е изпратена делегация от града, която да преговаря със Сула, но вместо сериозни преговори, те наблегнали на това колко велик е техният град. Сула ги изпраща да си ходят с думите: „Вървете си скъпи господа и вземете речите си с вас; аз не съм изпратен в Атина да уча историята ѝ, а да укротя нейните бунтовници“.
Шпионите на Сула му съобщават, че охранителите на Атина са оставили без надзор една част от стената и той изпраща инженерите си да саботират този участък. През това място римляните проникват в града, събаряйки стената и нахлувайки в Атина в полунощ. След подигравките по адрес на римляните от страна на Аристион, Сула не е настроен великодушно. Кръвта буквално потекла по улиците, плячкосването и убийствата са жестоки. След молба на негови гръцки приятели и апел на римските политици, които се намират в лагера му за прекратяване на клането, Сула решава да озапти войниците си. Въпреки че Аристион бяга в Акропола, сега Сула е в състояние да концентрира повече от своите сили срещу Пирея, намиращият се там понтийски военачалник Архелай, осъзнавайки безнадеждността на ситуацията, решава да изостави града и да се оттегли към понтийска армия, идваща от Тесалия. Тъй като все още не разполага с флот, Сула не е в състояние да попречи на бягството на Архелай. Преди да напусне Атина той подпалва пристанището. След това се насочва към Беотия, за да се изправи срещу понтийската армия и евентуално да я изгони от Гърция.

### Битка при Херонея
Сула не губи време, а веднага започва да преследва понтийската армия, като взема позиция на хълм в подножието на планината Парнас с изглед към равнината Елатея (Elatea). Понтийската армия наброява около 120 хил. души и превъзхожда силите на Сула поне 3 към 1. Архелай следва тактика за изтощение на римската армия и решава да блокира Херонея и по този начин да отреже римляните от възможността да си набавят припаси. Пътя към Херонея минава през тесен проход, който армията на Сула блокира, като се окопава в разрушения град на Парапотамии (Parapotamii), така Архелай е принуден да заобиколи планината, наближавайки Херонея от север.
Ходът на битката е доминиран от терена около Херонея (скалист и хълмист район, неподходящ за армията на Архелай, но благоприятен за римляните). Първоначално понтийският военачалник изпраща колесници срещу римляните, но на този терен те не са ефективни и са унищожени лесно от римските сили. Следва период на битка между двете пехоти в центъра, докато изходът от двубоя се решава от фланговете. Архелай изпраща дясното си крило срещу римското ляво; Сула, виждайки опасността, реагира като събира кавалерията си и преминава от десния към левия фланг. Това стабилизира ситуацията. Архелай след това потегля на юг, да нападне отслабения десен римски фланг. Сула се връща на юг с кавалерията си, като достига най-южната част на битката преди Архелай, и започва пълномащабна атака, докато понтийските линии се придвижват все още дезорганизирани. Легионите, подкрепяни от кавалерията, се втурват напред и разбиват понтийските сили. Клането е ужасяващо, според Апиан и Плутарх, само 10 хил. души от армията на Архелай оцеляват.

### Битка при Орхомен
Правителството на Рим (тоест Цина) изпраща Луций Варелий Флак с армия, за да лиши Сула от командването на изток. Втори по ранг в армията на Флак е Гай Флавий Фимбрия – човек, притежаващ малко добродетели (Фимбрия в крайна сметка ще разпали бунт сред войниците и ще убие Флак). Двете римски армии лагеруват една до друга и Сула насърчава своите войници да сеят раздори в редиците на новодошлата римска армия. Много войници дезертират при Сула преди Флак да реши да събере лагера си и да се отправи на север към владенията на Митридат.
Междувременно Сула потегля, за да срещне новата понтийска армия. Армията на Архелай наброява около 80 хил. души и издига лагера си в равнината на Орхомен – най-голямата равнина в Беотия, близо до блатата Копаис (Copais, блатата са отводнени през 19. век). Сула взима позиция срещу понтийския лагер. След това изпраща хора да изкопаят широки ровове на двата фланга, за да предотврати възможността на Архелай да използва конницата си и да обгради значително по-малката му армия. В отговор Архелай заповядва атака на кавалерията си по работниците и охраняващите ги войници по двата фланга, която се проваля.
На втория ден Архелай отново напада и атаката му отново се проваля, войниците на Архелай са изтласкани обратно към техния лагер. Римляните щурмуват, битката се превръща в разгром. Архелай се спасява, криейки се два дни в блатата, преди да съумее да избяга, но армията му е почти напълно унищожена. Плутарх казва, че толкова много хора са избити, че блатата са се напълнили с кръв и почти двеста години след битката можело да се намерят оръжия, залепнали в калта.

### Победа на Сула
През 86 пр.н.е. след победата при Орхомен, Сула първоначално прекарва известно време във възстановяване на римската власт. Неговият легат Лукул скоро пристига с флотата, която бил изпратен да събере, и Сула е готов да си върне изгубените гръцки острови преди да се отправи към Мала Азия. Междувременно и втората римска армия, водена от Флак, се движи през Македония към Мала Азия. След като тази армия превзема Филипи, понтийските сили преминават през Хелеспонт, за да избягат от тях. Избързали напред римски сили, водени от Фимбрия, са окуражавани от него да грабят и създават хаос. Флак държи на дисциплината и поведението на подчинения му офицер довежда до разногласия между двамата.
Докато преминават през Хелеспонт в преследване на понтийците, Фимбрия е освободен от длъжност и му е наредено да се върне в Рим. Във Византион Фимбрия вместо да се качи на кораб към Италия, поема командването на гарнизона в града. Флак, който е напреднал към Халкедон и Витиния, разбирайки за действията на бившия си офицер, решава да се върне и да се справи със ситуацията. Армията предпочита Фимбрия (което не е учудващо, като се има предвид неговата снизходителност към грабежите и безчинствата) и последва всеобщо въстание. Флак се опитва да бяга, но скоро е хванат в Никомедия и е убит. След като консулът е премахнат, Фимбрия взима пълната власт над войските.
На следващата година – 85 пр.н.е. Фимбрия се бие срещу Митридат, докато Сула продължава да оперира при гръцките острови в Егейско море. Фимбрия бързо печели убедителна победа срещу останалите понтийски сили и се отправя към град Пергамон. Митридат, който се намира там, разбирайки за това, бяга към крайбрежния град Питане (Pitane). Преследвайки го, Фимбрия обсажда града, но без флота няма как да попречи на Митридат да избяга по море. Фимбрия се обръща с искане към Лукул да дойде с флота, за да блокира бягството на понтийския монарх, но Сула има други намерения и Лукул не се отзовава.
Изглежда, че Сула провежда преговори с Митридат за прекратяване на войната. Той иска бързо да се договори мир, за да може да се завърне в Рим. Това е и вероятната причина, поради която Лукул отказва да помогне на Фимбрия, като позволява на Митридат да избяга към Лесбос. По-късно в Дардания Сула и Митридат се срещат лично, за да уговорят мирните условия. След като Фимбрия връща римския контрол над градовете в Мала Азия, позицията на Митридат е много неизгодна. Сула обаче, който вече явно мисли само за завръщането си в Рим, предлага необичайно леки условия. Митридат трябва да се откаже от всичките си завоевания (завоевания, които Сула и Фимбрия вече си били върнали със сила), да освободи всички римски затворници, да предаде 70 кораба на Сула заедно с провизии и да изплати 2000 – 3000 таланта злато. В замяна на Митридат се позволява да запази целостта на царството си и ще да бъде провъзгласен за „приятел на Рим“.
Но не всичко в Азия е уредено. Фимбрия все още се намира на изток, третирайки жестоко хората вдигнали се на бунт против Рим и тези, които сега подкрепят Сула. Самият Сула, не можейки да остави армия под управлението на потенциално опасния Фимбрия, преминава в Азия. Когато войските на Сула пристигат в лагера на Фимбрия, войниците му приятелски се присъединяват към Сула. Битка не се състои. Фимбрия вижда предателството на собствената си армия и се самоубива.
За да осигури подкрепата на бившите войници на Фимбрия и неговите собствени ветерани, които не са доволни от това, че Митридат се измъкнал толкова леко, Сула налага на провинцията в Азия финансови наказания. Ветераните му са разпръснати в провинцията и им е позволено да събират пари от местните общности.
През 84 пр.н.е. Цина все още е консул в Рим и има малък проблем с илирийските племена. Може би за да натрупа опит с армия, с която после да се изправи срещу Сула, или може би за да покаже, че Сената все още има власт, Цина събира армия, за да реши този проблем. Малко след заминаването му от Рим, Цина е убит от собствените си войски. Разбирайки за смъртта на му, Сула събира армията си и се подготвя за втори поход към Рим, като оставя два от легионите на Фимбрия в Азия да поддържат мира.

## Втори поход към Рим
През пролетта на 83 пр.н.е. Сула с пет легиона и с голям флот преминава през Адриатическо море в Италия.
Много от властимащите, които не са взели ясна страна, сега избират да подкрепят Сула. Първият от тях е Квинт Цецилий Метел Пий. Двама от бъдещите трима триумвири също се присъединяват към Сула. Марк Лициний Крас идва с армия от Испания и по-късно ще изиграе ключова роля в битката при Колинската врата. Младият син на Гней Помпей Страбон (касапинът от Аскулум по времето на Съюзническата война), също преминава на страната на Сула със собствена армия, изградена от ветераните на баща му. На крехката възраст от 23 години Гней Помпей никога не е бил на ръководен пост, но изведнъж се показва на политическата сцена с армия зад гърба си. Помпей е изпратен към Пиценум, за да използва влиянието си за по-нататъшно набиране на войски, а Крас е изпратен да събере войски от марсите.
В Рим новоизбраните консули Луций Корнелий Сципион Азиатик и Гай Норбан събират и подготвят собствени армии, за да спрат Сула и да защитят републиканското правителство. Норбан тръгва първи с намерението да спре Сула при Канусиум. Сула се опитва да преговаря, но Норбан отказва и след като понася сериозно поражение, се оттегля към Капуа. Междувременно Азиатик също тръгва на юг, като командва втора армия, но той или армията му нямат особено голямо желание за битка. В територията между градовете Калес и Теанум, Сула и Азиатик се срещат лице в лице за преговори. По-късно в писания на Цицерон се предполага, че двамата мъже са обсъждали въпроси, свързани с римското правителство и конституция. Сула оставя Азиатик да напусне преговорите, като е убеден, че го е спечелил на своя страна. Азиатик обаче забравя всякаква мисъл за подкрепа на Сула, след като е освободен. За Сула провалът на преговорите носи политически и практически предимства. Той твърди, че е шампион на мира и че провала на преговорите не са негова грешка, а грешка на опонентите му. Всъщност Сула използва нежеланието на консулите за преговори с него, като извинение за кръвопролитните битки. Армията на Азиатик, която е изпратена да спре Сула, се разколебава, изправена пред битката срещу ветераните и командващите ги опитни офицери на Сула и използват провала на преговорите, за да дадат ясен знак, че ако Сула продължи да напредва към лагера им, те няма да му се противопоставят. Сула вместо да атакува изпраща отделни легионери да се сприятеляват с армията на Азиатик. Този ход се оказва успешен и след като Сула влиза в лагера на противниците си, намира там единствено Азиатик и сина му. Сула отново оставя Азиатик да си тръгне. Междувременно Карбон отива в Ариминум – ключов град по пътя към Цизалпийска Галия. Той вече е претърпял поражение в кавалерийска битка срещу Помпей в Пиценум, където опитите за набиране на войска на Помпей са много по-успешни от тези на емисарите на Карбон. Попмпей е събрал допълнителни два легиона.
Войната продължава срещу Азиатик, който е събрал друга армия. Този път той тръгва срещу Помпей, но отново армията му го изоставя и се присъединява към врага. В резултат на това кризата в Рим от 83 пр.н.е. върви към своя край. Сенатът преизбира Карбон за консул заедно с Гай Марий Младши. Надявайки се да бъдат вдъхновени поддръжниците на Марий в римския свят, в армията се наемат хора от италианските племена, които винаги са подкрепяли Марий. Като допълнение възможните поддръжници на Сула са избити. Градския претор Луций Юний Брут Дамасип ръководи клането на тези сенатори, които изглеждат благоразположени към настъпващите сили на Сула. Телата на убитите четирима сенатори (Луций Домиций Ахенобарб, Квинт Муций Сцевола, Публий Антисций и Гай Папирий Карбон) са хвърлени в река Тибър.
През 82 пр.н.е. Карбон тръгва на север, за да се изправи срещу Помпей, докато Марий Младши потегля на юг срещу Сула. Опитите за победа срещу Помпей се провалят и Метел Пий с африканските си сили заедно с Помпей осигуряват Северна Италия за Сула. На юг младият Марий събира голяма войска от самнитите, които се страхуват, че ще загубят влиянието си, ако Сула вземе властта в Рим. Марий среща Сула при Сакрипорт. Двете армии се вкопчват в дълга и отчаяна битка. В крайна сметка много от хората на Марий сменят страната си и преминават към Сула, като не оставят друг избор на Марий освен да отстъпи. Сула взима много пленници и осъжда на смърт всички, които са самнити. Според Апиан основната причина за това е, че Сула винаги е смятал самнитите за врагове на Републиката. Сула преследва сина на бившия си най-голям съперник и обсажда град Пренесте, в който се крие Марий. Той оставя един от офицерите си да командва и тръгва на север към другия консул Карбон, който се е оттеглил в Етрурия, за да е между Рим и силите на Метел Пий и Помпей.
Няколко битки се провеждат между Карбон и Сула, но консулът постепенно разбира, че се бие за загубена кауза. Пристигат новини за загуба на Норбан в Цизалпийска Галия от силите на Пий. Карбон, приклещен между три вражески армии и без надежда някой да му се притече на помощ, решава да избяга в Африка. Това обаче все още не е краят на съпротивата, останали сили на Марий Младши на няколко пъти опитват да пробият обсадата на Пренесте и да помогнат на младия консул. Самнитски сили под командването на Понтий Телезин се включват към тези усилия, но и комбинираните армии не успяват да разкъсат силите на Сула. Вместо да продължава с опитите за освобождаването на Марий, Телезин се насочва на север към Рим.
На 1 ноември 82 пр.н.е. двете сили се срещат в битката при Колинската врата пред Рим. Последната битка е отчаяна, като и двете страни вярват, че тяхната победа ще спаси Рим. Положението на левия фланг на Сула е много тежко, но войниците на десния фланг, командвани от Крас, разбиват левия фланг на противниците. Боевете продължават през цялата нощ, вероятно около 50 хил. души губят живота си в тази решителна битка. Силите на Сула побеждават и така той става единственият „господар“ на Рим.

## Диктатура и реформи
В края на 82 пр.н.е. или началото на 81 пр.н.е. Сенатът избира Сула за диктатор. Решението на Сената впоследствие е ратифицирано и от народното събрание, като мандатът на Сула за диктатор е безсрочен. Сула има пълен контрол над Рим и Римската република с изключение на Римска Испания (която бившия военачалник на Марий, Квинт Серторий управлява като отделна държава). Това необичайно назначение (което се дава само при голяма опасност за държавата, например Втората пуническа война и при това само за период от шест месеца) е изключение в римската политика, която не предоставя абсолютната власт в ръцете само на един човек. Диктатурата на Сула може да се разглежда като създаването на прецедент за по-късната диктатура на Юлий Цезар и окончателния край на Републиката по време на управлението Октавиан Август.
С пълния контрол над Рим, Сула започва екзекуции на хората, които смята за врагове на държавата. Това е равносилно (и в отговор) на убийствата, извършени от Марий и Цина, докато контролират Републиката по времето, когато Сула е на изток и води война срещу Митридат VI. Нововъведените проскрипции или обявяването извън закона на хората, посочени като действали против Републиката, засяга около 1500 богати граждани (т.е. сенатори и конници) – въпреки че се смята, че реалният брой на проскрибираните и екзекутираните всъщност е около 9000 души. Чистката продължава няколко месеца. Укриването или подпомагането на преследваните лица се смята за престъпление и също се наказва със смърт. Конфискуваното имущество на обявените извън закона се продава на търгове, правейки Сула и поддръжниците му изключително богати. Синовете и внуците на проскрибираните са лишени от заемането на политически постове за период от 30 години.
Младият Юлий Цезар, като зет на Цина, на практика е един от враговете на Сула и е принуден да бяга от Рим. Той е спасен от усилията на роднините си, много от които са поддръжници на Сула, но Сула отбелязва в мемоарите си, че съжалява за пощадяването живота на Цезар, след като впоследствие вижда амбициите на младежа. Историкът Светоний записва, че при съгласието си за пощадяването на Цезар, Сула предупреждава тези, които се застъпват за него, че Цезар ще се превърне в опасност за тях в бъдеще: „в този Цезар, се крият много Мариевци“.
Сула е свидетел на кървавите събития, последвали радикалните реформи на популарите (по-специално тези на Марий и Цина). Като консервативен човек и член на оптиматите, неговите реформи свързани с народните трибуни са консервативни, докато реформите му свързани със Сената са либерални. Сула се стреми да засили влиянието на аристократите и по този начин да засили и влиянието на Сената. Той запазва по-ранните си реформи, които изискват всеки законопроект да бъде одобрен от Сената преди да бъде представен пред събранието на плебеите (Concilium Plebis) и същевременно възстановява аристократичното събрание на войниците (Comitia Centuriata). Самият Сула е от патрициански произход и по този начин не отговаря на условията за избиране за народен трибун – недолюбвана от него длъжност. Сула разглежда народните трибуни като особено опасни, така че има намерение да лиши длъжността не само от власт, но и от престиж. По-рано диктаторът е изпитвал последиците от задкулисните действия на народните трибуни – през 89 пр.н.е. той е лишен от законното командване на армията, определена за войната на изток. През последните триста години именно трибуните са отговорни в най-голяма степен за намаляване властта на аристокрацията. Тъй като трибуните са основен фактор за запазване на демокрацията в Републиката и винаги са срещу аристокрацията, е от първостепенно значение за Сула да отслаби значително властта им. С реформите, отнасящи се за Събранието на плебеите, трибуните на практика губят своята законодателна сила. Сула забранява след изтичането на мандата им трибуните да заемат каквато и да е друга политическа длъжност, по този начин цели амбициозните римляни да не търсят избиране за трибун, тъй като това ще сложи край на политическата им кариера. Накрая отнема правото на трибуните да налагат вето на законите на Сената, но оставя властта им да защитават правата на отделните римски граждани.
Сула увеличава броя на магистратите, избирани всяка година, и дава правото на всеки новоизбран квестор автоматично да стане член на Сената. Тези две реформи са приети, главно за да дадат възможност да увеличи броя на сенаторите от 300 на 600. Дава се възможност на отличили се военни да влизат в Сената. Това също премахва необходимостта цензорът да съставя лист от ограничен брой кандидати, отговарящи на кандидатурата за сенатор, тъй като вече има повече от достатъчно бивши магистрати, които могат да попълнят бройката на Сената. За да затвърди престижа на Сената, Сула прехвърля контрола на съдилищата от конниците (конниците имат контрол над съдилищата според реформите от времето на братята Гракхи) на сенаторите. Това заедно с увеличаването броя на съдилищата дава допълнителна власт на Сената. Сула кодифицира и окончателно установява cursus honorum, като се изисква всеки човек да достигне определена възраст и ниво на опит, преди да се кандидатира за всяка отделна длъжност. Сула също иска да ограничи възможността в бъдеще някой да опита да вземе цялата власт, както самият той е направил. За целта той потвърждава изискването заемането на следваща магистратура да може да стане след изтичане на 10-годишен срок от заемането на предишната длъжност. Създадена е система, при която всички консули и претори, служили в Рим по време на „своята година“, да се назначават като командири на провинциална армия за следващата година. Освен това се дава възможност на Сената да назначава способни военни за командващи, ако се налага. Тези негови реформи стават известни като Lex Cornelia de magistratibus (Корнелиев закон за магистратите).
Демонстрирайки абсолютната си власт, Сула разширява границите на пумериума – свещените граници на Рим, непроменени още от царския период.
Към края на 81 пр.н.е. Сула, верен на традиционалисткото си отношение, подава оставка като диктатор, разпуска легионите си и възстановява нормалното конституционно управление. Той се кандидатира (заедно с Квинт Цецилий Метел Пий) и е избран за консул през 80 пр.н.е. Сула не използва ликтори и ходи неохраняван по форума, като предоставя възможност всеки един гражданин да „даде оценка“ на действията му като диктатор. По-късно Юлий Цезар се подиграва на Сула заради доброволното предаване на диктаторския пост – подигравки, които според Светоний са арогантни. Въпреки нееднозначния характер на управлението на Сула, неговата диктатура има благотворно влияние. Той успява да стабилизира финансите, да обезщети легионерите, да заздрави законодателния орган в лицето на Сената, да ограничи възможността за безкрайно протакане на законите от страна на народните трибуни, въвежда постоянните съдилища, разпределени в съответните категории и много други. Новата конституция на Републиката осъвременява законодателната и съдебните власти и дава възможност Рим да се откъсне пред останалите държави по отношение на общественото развитие. Това дава тласък на разширяване на владенията, развива търговските връзки и икономическия напредък.

## Оттегляне и смърт
След второто си консулство Сула се оттегля в своя провинциална вила близо до Путеоли, за да бъде със семейството си. От това разстояние той седи встрани от политиката в Рим. Целта му тогава е да напише своите мемоари, които завършва през 78 пр.н.е. – точно преди да почине. Голяма част от тях днес са загубени, съществуват само фрагменти от тези мемоари под формата на цитати в произведения на по-късни автори. Древните източници за смъртта на Сула сочат, че той е умрял от чернодробна недостатъчност или разкъсана стомашна язва (симптомите му са внезапен кръвоизлив от устата, последван от висока температура и треска, от която не се съвзема), причинени от хронична злоупотреба с алкохол. Погребението му в Рим (на римския форум, в присъствието на целия град) е несравнимо с ничие друго по размери, чак до 14 г., когато е погребението на Октавиан Август.

## Родословно дърво
|                     |                     |                     |                     | Публий Корнелий Руфин диктатор 333 пр.н.е.                              |                     |  |  |                            |                            |                            |                            |                            |                            |  |  |                   |                   |                   |                   |                   |                   |
|                     |                     |                     |                     |                                                                         |                     |  |  |                            |                            |                            |                            |                            |                            |  |  |                   |                   |                   |                   |                   |                   |
|                     |                     |                     |                     | Публий Корнелий Руфин консул 290, 277 пр.н.е.; диктатор 291/285 пр.н.е. |                     |  |  |                            |                            |                            |                            |                            |                            |  |  |                   |                   |                   |                   |                   |                   |
|                     |                     |                     |                     |                                                                         |                     |  |  |                            |                            |                            |                            |                            |                            |  |  |                   |                   |                   |                   |                   |                   |
|                     |                     |                     |                     | Публий Корнелий Сула жрец на Юпитер                                     |                     |  |  |                            |                            |                            |                            |                            |                            |  |  |                   |                   |                   |                   |                   |                   |
|                     |                     |                     |                     |                                                                         |                     |  |  |                            |                            |                            |                            |                            |                            |  |  |                   |                   |                   |                   |                   |                   |
|                     |                     |                     |                     | Публий Корнелий Руфин Сула претор 212 пр.н.е.                           |                     |  |  |                            |                            |                            |                            |                            |                            |  |  |                   |                   |                   |                   |                   |                   |
|                     |                     |                     |                     |                                                                         |                     |  |  |                            |                            |                            |                            |                            |                            |  |  |                   |                   |                   |                   |                   |                   |
|                     |                     |                     |                     | Публий Корнелий Сула претор 186 пр.н.е.                                 |                     |  |  |                            |                            |                            |                            |                            |                            |  |  |                   |                   |                   |                   |                   |                   |
|                     |                     |                     |                     |                                                                         |                     |  |  |                            |                            |                            |                            |                            |                            |  |  |                   |                   |                   |                   |                   |                   |
| ? (мащеха на Сула)  | ? (мащеха на Сула)  | ? (мащеха на Сула)  | ? (мащеха на Сула)  | ? (мащеха на Сула)                                                      | ? (мащеха на Сула)  |  |  | Луций Корнелий Сула-старши | Луций Корнелий Сула-старши | Луций Корнелий Сула-старши | Луций Корнелий Сула-старши | Луций Корнелий Сула-старши | Луций Корнелий Сула-старши |  |  | ? (майка на Сула) | ? (майка на Сула) | ? (майка на Сула) | ? (майка на Сула) | ? (майка на Сула) | ? (майка на Сула) |
| ? (мащеха на Сула)  | ? (мащеха на Сула)  | ? (мащеха на Сула)  | ? (мащеха на Сула)  | ? (мащеха на Сула)                                                      | ? (мащеха на Сула)  |  |  | Луций Корнелий Сула-старши | Луций Корнелий Сула-старши | Луций Корнелий Сула-старши | Луций Корнелий Сула-старши | Луций Корнелий Сула-старши | Луций Корнелий Сула-старши |  |  | ? (майка на Сула) | ? (майка на Сула) | ? (майка на Сула) | ? (майка на Сула) | ? (майка на Сула) | ? (майка на Сула) |
|                     |                     |                     |                     |                                                                         |                     |  |  |                            |                            |                            |                            |                            |                            |  |  |                   |                   |                   |                   |                   |                   |
|                     |                     |                     |                     |                                                                         |                     |  |  |                            |                            |                            |                            |                            |                            |  |  |                   |                   |                   |                   |                   |                   |
| Луций Корнелий Сула | Луций Корнелий Сула | Луций Корнелий Сула | Луций Корнелий Сула | Луций Корнелий Сула                                                     | Луций Корнелий Сула |  |  | Сервий Корнелий Сула       | Сервий Корнелий Сула       | Сервий Корнелий Сула       | Сервий Корнелий Сула       | Сервий Корнелий Сула       | Сервий Корнелий Сула       |  |  | Корнелия Сула     | Корнелия Сула     | Корнелия Сула     | Корнелия Сула     | Корнелия Сула     | Корнелия Сула     |

## Бракове и наследници
- Първата му съпруга е Юлия Корнелия[68], от нея има дъщеря и син. Юлия умира при раждането на сина им.
  - дъщеря му Корнелия Сула[20] пъвоначално е съпруга на Квинт Помпей Руф[69] с него имат дъщеря – Помпея (втора съпруга на Юлий Цезар). След смъртта на Руф се омъжва за Мамерк Емилий Лепид Ливиан.
  - синът му Луций Корнелий Сула умира млад.
- Втората му съпруга е Аелия (Aelia). Сула се развежда с нея заради стерилитета ѝ.[20]
- Третата му съпруга е Цецилия Метела Далматика от нея има син и дъщеря:
  - синът е Фауст Корнелий Сула.
  - дъщерята е Корнелия Фауста (съпруга на Тит Аний Мило).
- Четвъртата му съпруга е Валерия.
  - дъщеря – Корнелия Постума (родена след смъртта на Сула).[70]

## Хронология
- ок. 138 пр.н.е. – Сула се ражда в Рим.
- 107 – 105 пр.н.е. – квестор на Гай Марий в Югуртинската война.
- 106 пр.н.е. – край на Югуртинската война.
- 104 пр.н.е. – легат на Марий в Нарбонска Галия.
- 102 пр.н.е. – военен трибун на Марий в Нарбонска Галия.
- 102 – 101 пр.н.е. – легат на Квинт Лутаций Катул консул и проконсул на Цизалпийска Галия.
- 101 пр.н.е. – взима участие в битката при Верцела.
- 97 пр.н.е. – градски претор.
- 96 пр.н.е. – проконсул на Киликия.
- 90 – 89 пр.н.е. – главен офицер в Съюзническата война.
- 88 пр.н.е. -
  - консул за първи път заедно с Квинт Помпей Руф.
  - нахлува в Рим и изгонва Гай Марий.
- 87 пр.н.е. – командва римските армии срещу Митридат VI.
- 86 пр.н.е. – разграбва Атина; битка при Херонея; битка при Орхомен.
- 85 пр.н.е. – освобождава провинциите Македония, Азия и Киликия от понтийските сили.
- 84 пр.н.е. – реорганизира провинцията в Азия.
- 83 пр.н.е. – връщане в Италия и започване на втората гражданска война.
- 82 пр.н.е. – победа в битката при Колинската врата.
- 82 – 81 пр.н.е. – диктатор.
- 81 пр.н.е. – отказва се от диктаторския пост, преди края на годината.
- 80 пр.н.е. – консул за втори път заедно с Квинт Цецилий Метел Пий.
- 79 пр.н.е. – оттегля се от политическия живот.
- 78 пр.н.е. – умира, вероятно от чревна язва. Погребението е в Рим.